# Jo
Jo (stsl. jo) je naziv za slovo glagoljice i stare ćirilice. 
Koristilo se za zapis glasovnog skupa /jo/. Posebno slovo za tu namjenu postoji i danas u, primjerice, ruskoj ćirilici (Ё).
Slovo nije imalo brojevnu vrijednost.
Standard Unicode i HTML ovako predstavljaju slovo jo u glagoljici:
|                 | Unikod | Unikod                             | HTML     | HTML | izgled ovisi o pregledniku | poveznice (engl.)                |
| k. točka        | naziv  | kod                                | entitet  |      | izgled ovisi o pregledniku | poveznice (engl.)                |
| --------------- | ------ | ---------------------------------- | -------- | ---- | -------------------------- | -------------------------------- |
| veliko slovo jo | U+2C26 | GLAGOLITIC CAPITAL LETTER SMALL YO | &#x2C26; | nema | Ⱖ                          | detaljni podaci test preglednika |
| malo slovo jo   | U+2C56 | GLAGOLITIC SMALL LETTER SMALL YO   | &#x2C56; | nema | ⱖ                          | detaljni podaci test preglednika |

## Vanjske poveznice
- Definicija glagoljice u standardu Unicode (PDF) (eng.)
- Stranica R. M. Cleminsona, s koje se može instalirati font Dilyana koji sadrži glagoljicu po standardu Unicode (eng.)